# Selvportræt med palet (Manet)
Selvportræt med palet (fr: Autoportrait à la palette, Portrait de Manet par lui-même, en buste eller Manet à la palette) er et maleri af den franske maler Édouard Manet fra 1879. Det måler 83 x 67 cm og er olie på lærred.
Det er en del af kunstnerens sene arbejde påvirket af impressionismen.
Selvportræt med palet er et af Manets få billeder, der skildrer ham selv.
Forbilledet er et selvportræt af Diego Velázquez.
Maleriet er privatejet.

## Billedbeskrivelse
Det 83 x 67 cm store maleri viser et halvportræt af maleren Édouard Manet.
I dette selvportræt fremstiller han sig selv som maler på en mørk baggrund som en moderigtig 'boulevardier', flanør.
Den afbildede er iført en sort bowlerhat og en brunlig jakke, en hvid skjorte nedenunder, hvoraf kun kraven ses.
Jakkens brystudskæring dækkes af et sort silkeslips, fastholdt af en slipsenål.
I venstre hånd på billedet, som er utydeligt fremstillet, holder han en lang træpensel med rød maling på penselhårene, i højre hånd en palet og tre andre pensler.
Andet tilbehør er udeladt.
Figuren er belyst fra højre, hvorved der dannes skygger under højre arm og i den venstre halvdel af ansigtet.
Hans stilling er drejet lidt mod venstre, hvilket gør den venstre kropshalvdel lidt mørkere end den højre som er lidt længere fremme i billedet.
Malerens blik er rettet frem mod beskueren.
Hvis Manet ikke var venstrehåndet, er billedet en omvendt fremstilling som i spejlbilleder.

## Tilblivelse og tolkning
Som det er blevet fastslået ved røntgenanalyse, overmalede Manet med sit Selvportræt med palet et profilbillede af sin kone Suzanne (1829-1906), hvor hun var fremstillet i en positur som i maleriet Madame Manet ou Piano, 'Madame Manet ved klaveret' (1868, Musée d’Orsay).
Dateringen af Selvportræt med palet går tilbage til Manets ven, kunstkritikeren Théodore Duret (1838-1927), der efter Manets død forhørte sig hos Léon Leenhoff (1852-1927), søn af Manets kone Suzanne fra før de blev gift.
Manet brugte også jakken fra Selvportræt med palet til restaurantsejerens søn i billedet ligeledes fra 1879 Chez le père Lathuille, en plein air, 'Hos Père Lathuille, i det fri'.
Som forbillede for Selvportræt med palet betragtes billedet Las Meninas fra 1656 af Diego Velázquez, hvor kunstneren også præsenterer sig med pensel og palet.
Her står maleren imidlertid i baggrunden af atelieret, mens hans model er i forgrunden, den femårige Margarita Teresa fra Spanien med tjenestefolk.
Manet tog herfra malerens positur og maleredskaber, og gjorde sig selv − til forskel fra Velázquez − til det tematiske centrum for maleriet.
Samtidig er han imidlertid aktiv og overlader udformningen af omgivelserne såvel som idéen om et maleri under tilblivelse til beskuerens fantasi.
Manet malede den spanske maler i en atelierscene mellem 1865 og 1870 i en positur svarende til Velasquez selvportræt.
Normalt bar eller bærer malere ikke selskabstøj (de: Ausgehkleidung) når de maler, da det let kunne blive snavset af oliefarverne.
Manets selvportræt som maler i byklæder (de: Stadtkleidung) har forskellige forbilleder.
Allerede Velázquez udstyrede i sit maleri Las Meninas fra 1656 hofpigerne med kostbare og ved hoffet sædvanlige klæder.
1870 sad Manet som velklædt kunstner model for Henri Fantin-Latour til maleriet Un atelier aux Batignolles, 'Et atelier i Batignolles' i 17. arrondissement.
At skildre en maler med hat indendørs havde også et umiddelbart forbillede.
Således skildrede Pierre-Auguste Renoir 1875 sin kollega Claude Monet med jakke og hat.
Ligesom Velázquez med sine klæder understreger nærheden til det spanske hof, viser Manets påklædning hans rolle som en moderigtig og succesrig parisisk kunstner. Ikke blot hans kunstneriske holdning, men også hans attitude og udseende passer perfekt til Baudelaires "peintre de la vie moderne", 'det moderne livs maler'.
Bemærkelsesværdig er den ufærdigt virkende venstre hånd med malerens pensel.
Victor Stoichiţă ser heri en hensigt fra Manets side og fortolker det:
'Selv om det der vises er selve maleprocessen, drejer maleriet sig om sig selv som en hvirvelvind'
(de: Obschon es ein Malakt ist, der hier gezeigt wird, dreht sich die Malerei um sich selbst wie ein Wirbelwind.)
Ifølge Françoise Cachin er denne fremstilling valgt for at koncentrere lys og tanker om de centrale aspekter af billedet.
Suzanne Manet, kunstnerens hustru, kaldte imidlertid dette billede og Selvportræt med kalot for skitser.
Allerede i 1870 skabte Manets ven og malerkollega Henri Fantin-Latour et maleri med titlen Un atelier aux Batignolles ('Et atelier i Batignolles'), hvor han fremstillede en siddende Manet malende i en kreds af venner og beundrere.
I dette maleri sidder Manet foran staffeliet med penslen i højre hånd.
Fantin-Latour ønskede med et billede i akademisk stil (de: akademischer Malweise) at vise alvoren hos Manet og den unge generation af franske kunstnere.
Men planen mislykkedes imidlertid og førte til latterliggørelse af den centrale placering af Manet midt blandt sine beundrere; det kom til udtryk i en samtidig karikatur i Journal amusant, et ugentligt satirisk magasin udgivet fra 1856 til 1933.
Manet blev sammenlignet med Jesus blandt disciplene.
Af Henri Fantin-Latours øvrige malerier, hvor Manet er vist, er blandt andet et portræt fra 1867 og Hommage à Delacroix fra 1864 ('Hyldest til Delacroix'), hvor han også afbildede sig selv og andre malere i sin generation, samlet foran portrættet af Eugène Delacroix.
| - Billeder af Fantin-Latour med Manet - Henri Fantin-Latour: Hommage à Delacroix, 'Hyldest til Delacroix' 1864. (Manet stående ved den lyse, højre ramme, se:) - Fantin-Latour: Portrait d'Edouard Manet 1867 - Henri Fantin-Latour: Un atelier aux Batignolles 1870 (Her maler Manet med højre hånd) - Detalje af siddende Manet |

## Indplacering i Manets samlede værk
Selvportræt med palet er Manets eneste selvportræt, hvor han skildrede sig selv som kunstner.
Derudover anbragte han sig selv i andre malerier: La pêche ('Fiskeri', 1860-1861), Musique aux Tuileries ('Musik i Tuilerierne', 1862) og Bal Masque à l'Opéra ('Maskebal i Operaen', 1873).
I disse billeder placerede han ikke sig selv i forgrunden, men indgik som en del af en samlet komposition.
| - Manet: 'Fiskeri' og 'Musik i Tuilerierne' - Fiskeri, 1860/61 - Detalje. Manet med sin senere kone Suzanne - Musik i Tuilerierne, 1862 - Detalje Manet |

| - Manet: 'Maskebal i operaen' - Maskebal i operaen, 1873 - Detalje. Manet nr. to fra højre |

Kun helportrættet Selvportræt med kalot fra omtrent samme tid betragtes som endnu et reelt selvportræt.
Det befinder sig i Bridgestone Kunstmusuem i Tokyo.
Den tidsmæssige nærhed af de to malerier antyder en sammenhæng mellem dem, og de kan fortolkes som to faser i samme værkproces.
I det første billede, Selvportræt med palet, er selve maleprocessen antydet med malerens aktive gestus i forgrunden.
I modsætning hertil viser helportrættet maleren i klar afstand fra beskueren.
Ifølge Éric Darragon virker det som om maleren vil bedømme sit maleri på afstand, "... als nehme der Maler Abstand, um sein Gemälde zu beurteilen. ...".
| - Tidlig ophængning: 'Faure som Hamlet' mellem de to selvportrætter - 'Selvportræt med palet' 1879 - Manet: Jean-Baptiste Faure som Hamlet 1877 - 'Selvportræt med kalot' 1878/79 |

Efter Manets død var de to billeder på et tidspunkt ophængt på hver side af et maleri fra 1877 af den franske operasanger Jean-Baptiste Faure (†1914) i rollen som Hamlet.
Den rumænske kunstkritiker Victor Stoichiţă (f. 1949) slutter ud fra dette arrangement, at der ved valget af det spansk-virkende maleri skulle opstå en fornyet parallel til Velázquez: Man skulle altså opfatte det som 'Manet i rollen som Manet'.
Men ifølge den britiske kunsthistoriker Juliet Wilson-Bareau (f. 1935) var malerierne sandsynligvis ikke arrangeret af Manet selv;
hun antager snarere, at Léon Leenhoff − Manets stedsøn − lod billederne indramme for derefter at hænge dem op på begge sider af maleriet af Faure.

## Maleriets modtagelse
Maleriet blev ofte vurderet som af mindre kunstnerisk værdi.
Den franske maler og kunsthistoriker Étienne Moreau-Nélaton (†1927) skrev i 1926:
'Dette arbejde såvel som det andet forsøg er ødelagt af en vis kulde. For meget ild fører hånden, den maler her så frit, at maleren umuligt er i stand til at koncentrere sig alvorligt om sig selv som et maleriets genstand.'
På den anden side understregede den amerikanske kunsthistoriker Theodore Reff (f. 1930) i 1982 betydningen af Manets beslutning om på sin karrieres højdepunkt med to selvportrætter at begive sig ind i en genre, han aldrig tidligere havde forsøgt sig med.
Især det valgte tøj, i begge tilfælde moderigtigt, udtrykker at Manet så sig selv som en del af det samtidige og moderne liv; ifølge Théodore Duret tilhørte han de parisiske berømtheder (de: Pariser Prominenz) og var sig dette bevidst.
Wilson-Bareau giver en alternativ forklaring på fremkomsten af selvportrætterne.
Ifølge den franske journalist og kunsthistoriker Adolphe Tabarant (†1950) spurgte Théodore Duret (1838-1927) Manets stedsøn Léon Leenhoff (1852-1927) om hvornår Manet blev klar over at han havde syfilis.
Leenhoff svarede at det var 1879, hvilket skulle forklare hvorfor Manet, der aldrig tidligere havde arbejdet på et selvportræt, malede to billeder i denne genre det år.
Han ville tilsyneladende beskæftige sig med sig selv, nu da han havde sin egen dødelighed i tankerne.

## Proveniens
Selvportræt med palet blev ikke solgt i Manets levetid og overgik efter hans død 30. april 1883 til hans enke Suzanne.
Ved den efterfølgende auktion i 1884 blev de to selvportrætter dog ikke bortauktioneret; Manets kone ville sandsynligvis først skille sig af med dem efter 1897 efter råd fra Antonin Proust, der i et brev fra 10. maj 1897 meddelte hende, at hverken Jean-Baptiste Faure eller Auguste Pellerin (1853-1929) var interesseret i billederne.
Den 2. februar 1899 testamenterede fru Manet billederne til sin søster Martina Leenhoff, sandsynligvis for at hjælpe hende ud af økonomiske problemer.
Samme år forsøgte fru Manet og Antonin Proust igen at sælge de to billeder; den tyske kunsthandler Hermann Paechter og franskmanden Ambroise Vollard var interesserede.
Paechter modtog begge billeder samme år for 6.000 francs for Selvportrættet med kalot og kun 1.000 franc for Selvportræt med palet.
I Théodore Durets udstillingskatalog fra 1902 var billedet dog noteret som i Pellerins besiddelse.
| Kort efter overgik Selvportrættet med kalot til Max Linde i Lübeck, øjenlæge for den norske maler Edvard Munch. Muligvis blev Munch inspireret af dette portræt til sine helportrætter fra begyndelsen af 1900-tallet, blandt andet det han 1909 lavede af sin danske psykiater Daniel Jacobson (†1939), og som i stil og stemning mindede meget om Manet-billedet. |

I maj 1910 var Selvportræt med palet med i en udstilling på Galerie Georges Petit i Paris og noteret som udlånt af enken efter Marquis Etienne de Ganay.
Allerede en måned senere blev det vist på en udstilling af galleristerne Paul Durand-Ruel, Bernheim-Jeune og Paul Cassirer med de Manet-malerier, der tidligere var ejet af Pellerin.
Pellerin havde solgt sin samling til kunsthandlerne undtagen Selvportræt med palet som han sandsynligvis allerede før havde solgt til Madame de Ganay, der sammen med ham ønskede at vise hele Pellerins tidligere samling.
Madame de Ganay ejede endnu maleriet i 1920'erne, men i 1931 tilhørte det Jakob Goldschmidt, bankier i Berlin og præsident for
Darmstädter und Nationalbank (Danat-Bank).
Goldschmidt emigrerede i 1936 med samlingen til New York City og døde dér i 1955.
I 1958 købte J. Summers maleriet for £65.000.
Senere købte samlerægteparret John og Frances L. Loeb fra New York billedet til 176.800 $.
Ved auktionen over Loebs samling 12. maj 1997 ved Christie's gik maleriet for 18,7 mio. US-dollars til en oprindeligt anonym budgiver.
På det tidspunkt var det den næsthøjeste pris nogensinde betalt for en Manet.
Kort tid senere gav kasinoejer Steve Wynn sig til kende som ejer og udstillede de følgende år billedet i sine hoteller Bellagio og Wynn Las Vegas.
Marts 2005 var det en del af Steven A. Cohens samling.
Cohen indsendte maleriet til Sotheby's til auktion i 2010, hvor det blev auktioneret den 22. juni det år for £22,4 mio. til en kunsthandler i New York Franck Giraud.
Det opnåede beløb var på daværende tidspunkt den højeste pris for et værk af Manet.

## Kopier
Kort før sin død lavede Manets nevø Edouard Vibert (1867-1899) en række kopier af forskellige Manet-malerier til Madame Manet til erindring om de malerier hun måtte sælge efter kunstnerens død.
I begyndelsen af 1900-tallet dukkede der en kopi op i kunsthandlen af Selvportræt med palet, der blev tilskrevet ham.